# Cosmarium margaritatum
Cosmarium margaritatum  là một loài Song tinh tảo trong họ Desmidiaceae, thuộc chi Cosmarium.